# Исянь (Цзиньчжоу)
Ися́нь (кит. упр. 义县, пиньинь Yì xiàn) — уезд городского округа Цзиньчжоу провинции Ляонин (КНР).

## История
Уезд в этих местах был образован ещё при империи Хань. Сначала он назывался уезд Лисянь (黎县), затем был переименован в уезд Чанли (昌黎县). В начале IV века в этих местах размещался Цзичэн (棘城) — столица государства Ранняя Янь. 
При империи Цин здесь находилась Ичжоуская область (义州). После Синьхайской революции в Китае была проведена реформа структуры административного деления, в ходе которой области были упразднены, и в 1913 году область Ичжоу была преобразована в уезд Исянь провинции Фэнтянь (в 1929 году переименованной в провинцию Ляонин).
После захвата этих мест японцами и образования в 1932 году марионеточного государства Маньчжоу-го провинции Ляонин было возвращено название Фэнтянь, а в 1934 году была образована отдельная провинция Цзиньчжоу. После окончания Второй мировой войны и ликвидации Маньчжоу-го эти земли опять вошли в состав провинции Ляонин.
После образования КНР эти земли вошли в состав новой провинции Ляоси, которая в 1954 году была объединена с провинцией Ляодун в провинцию Ляонин. В 1955 году был образован Специальный район Цзиньчжоу (锦州专区) и уезд вошёл в его состав. В 1958 году он был расформирован, и уезд перешёл под юрисдикцию властей Цзиньчжоу. В 1965 году Специальный район Цзиньчжоу был образован вновь, но в 1968 году его опять расформировали.

## Административное деление
Уезд Исянь делится на 2 уличных комитета, 13 посёлков, 1 волость и 2 национальные волости.